# Erhard Schweri
Erhard Schweri (* 29. Oktober 1922 in Zürich; † 2. Februar 2025) war ein Schweizer Richter (CVP).

## Leben
Schweri wuchs in Koblenz AG auf. Er studierte von 1942 bis 1945 Medizin und anschliessend bis 1950 Rechtswissenschaft an der Universität Zürich. Im Jahr 1950 promovierte er zum Dr. iur. mit einer Arbeit zum Thema «Staatsformen im katholischen Staatsdenken». Von 1951 bis 1953 war er als Auditor, danach als Substitut am Bezirksgericht Zürich tätig. Schweri war von 1953 bis 1959 Sekretär und von 1959 bis 1967 Mitglied des Obergerichts des Kantons Zürich. Er hatte von 1965 bis 1967 Einsitz als Ersatzrichter am Bundesgericht und amtete von 1967 bis 1988 als Bundesrichter am Bundesgericht, an welchem er von 1987 bis 1988 das Amt des Präsidenten innehatte.
Bekannt wurde Schweri durch Gutachten zu zwei Skandalen, die er im Auftrag der Regierung des Kantons Zürich verfasste. Er untersuchte den Fall der sogenannten «Pizza-Connection», in dem es um Machenschaften der türkischen Drogenmafia ging. Als Folge von Schweris Bericht schuf der Zürcher Regierungsrat eine Spezialabteilung zur Bekämpfung des organisierten Verbrechens. 1994 verfasste Schweri zudem einen Bericht über den Bestechungsskandal um den Zürcher Beamten Raphael Huber, der medial breit rezipiert wurde.
Schweri war gläubiger Christ. Er war Mitglied der Christlichdemokratischen Volkspartei (CVP) und Präsident der Kirchenpflege in seinem Wohnort Horgen.

## Werke
- E. Schweri: Interkantonale Gerichtsstandsbestimmung in Strafsachen. Stämpfli, Bern 1987, ISBN 3-7272-9697-6.
- R. Hauser, E. Schweri: Schweizerisches Strafprozessrecht. Helbing & Lichtenhahn, Basel 1997, ISBN 3-7190-1471-1.